# Costa Rica nos Jogos Pan-Americanos de 2011
A Costa Rica participou dos Jogos Pan-Americanos de 2011 em Guadalajara, no México. O país esteve presente em quatorze edições anteriores de Jogos Pan-Americanos.

## Desempenho

### Boliche
Duplas
| Atletas                        | Evento    | 1ª série | 1ª série | Final | Final |
| Atletas                        | Evento    | Res.     | Pos.     | Res.  | Pos.  |
| ------------------------------ | --------- | -------- | -------- | ----- | ----- |
| Mario Valverde Alejandro Reyna | Masculino | 2.218    | 11º      | 4.664 | 10º   |
| Maria Delgado Maria Villalobos | Feminino  | 2.151    | 9º       | 4.253 | 12º   |

### Ciclismo

#### Moutain Bike
| Atleta               | Evento   | Tempo | Pos. |
| -------------------- | -------- | ----- | ---- |
| Adriana Rojas Cubero | Feminino |       |      |

#### Estrada
| Atleta          | Evento                             | Final    | Final   |
| Atleta          | Evento                             | Tempo    | Posição |
| --------------- | ---------------------------------- | -------- | ------- |
| Edith Guillen   | Corrida em estrada feminino        | 2:18:23  | 14º     |
| Natalia Navarro | Corrida em estrada feminino        | 2:18:29  | 25º     |
| Gregori Brenes  | Estrada contra o relógio masculino | 50:43.00 | 4º      |
| Natalia Navarro | Estrada contra o relógio feminino  | 30:15.33 | 13º     |

### Levantamento de peso
Masculino
| Atleta        | Categoria      | Resultado (kg) | Resultado (kg) | Resultado (kg) | Posição |
| Atleta        | Categoria      | Arranque       | Arremesso      | Total          | Posição |
| ------------- | -------------- | -------------- | -------------- | -------------- | ------- |
| Carlos Campos | Mais de 105 kg | 166            | 215            | 381 kg         | 6º      |

### Remo
| Atleta              | Prova                  | Elim.   | Elim.     | Repescagem | Repescagem | Final   | Final         |
| Atleta              | Prova                  | Tempo   | Pos.      | Tempo      | Pos.       | Tempo   | Pos.          |
| ------------------- | ---------------------- | ------- | --------- | ---------- | ---------- | ------- | ------------- |
| Liliana Boruchowicz | Skiff simples feminino | 9:50.02 | 4º/bat. 2 | 9:05.57    | 5º/rep. 1  | 8:54.91 | 9°/3º Final B |

Legenda
| Recorde mundial                  | Recorde mundial (World record)               |                       | Recorde africano                      | Recorde africano (African) |                                           | Q | Classificado por posição (Qualified) |
| Recorde dos Jogos Pan-Americanos | Recorde pan-americano (Pan-American record)  | Recorde da América    | Recorde da América (Americas)         | q                          | Classificado por melhor tempo (Qualified) |   |                                      |
| Melhor marca do ano              | Melhor marca do ano (World leading)          | Recorde asiático      | Recorde asiático (Asian)              | DNS                        | Não largou (Did not start)                |   |                                      |
| Recorde nacional                 | Recorde nacional (National record)           | Recorde europeu       | Recorde europeu (European)            | DNF                        | Não terminou (Did not finish)             |   |                                      |
| Recorde pessoal                  | Recorde pessoal do atleta (Personal best)    | Recorde da Oceania    | Recorde da Oceania (Oceania)          | DSQ / DQ                   | Desclassificado (Disqualified)            |   |                                      |
| Recorde da temporada             | Recorde da temporada do atleta (Season best) | Recorde sul-americano | Recorde sul-americano (South America) | NM                         | Sem marca (No mark)                       |   |                                      |